# Cryptantha varians
Cryptantha varians är en strävbladig växtart som beskrevs av A. Brand. Cryptantha varians ingår i släktet Cryptantha, och familjen strävbladiga växter. Inga underarter finns listade i Catalogue of Life.